# Comportamento de compra repetida
O comportamento de compra repetida ocorre quando os consumidores adquirem frequentemente o mesmo produto ou serviço. A frequência pode variar entre diária (ex: jornal diário ou cigarros) e, digamos, trimestral (ex: detergente para a roupa). Devido à repetição do ato, o comportamento de compra presta-se especialmente bem à análise estatística, designadamente quando se dispõe de informação em quantidade e qualidade recolhida através de painéis de consumidores. O seu estudo sistemático permitiu identificar um certo número de regularidades empíricas ou leis do comportamento de compra repetida.

## Painéis de consumidores
O painel de consumidores é uma importante técnica de pesquisa. Assenta na recolha regular de informação sobre as compras efetivamente realizadas por uma amostra fixa usualmente estratificada de consumidores, a qual ambiciona ser representativa não só dos lares de um dado país em geral como também dos seus  principais segmentos geo-demográficos.
Cada lar participante do painel registra todas as compras individuais que faz, tornando possível a identificação de cada item comprado segundo, no mínimo, o momento da compra, a categoria de produto, a marca e variante selecionada, a quantidade comprada, o peso ou volume da embalagem adquirida, o respectivo preço unitário e o local de compra. A projeção desta informação para o universo permite depois estimar a evolução no tempo das principais variáveis que caracterizam, para cada produto e marca, o comportamento de compra repetida.

## Variáveis de análise da compra repetida
As variáveis agregadas mais importantes para caracterizar o comportamento de compra repetida de bens de consumo correntes são:
1. Taxa de penetração - É o número total de compradores que adquiriam a marca pelo menos uma vez durante o período considerado dividido pelo número total de compradores da categoria de produto no mesmo período.
2. Frequência média de compra - É o número médio de compras por comprador durante o período analisado.
3. Vendas (por cada cem compradores) - Obtêm-se multiplicando a taxa de penetração primeiro pela frequência média de compra, e, depois, por cem.
4. Share of category requirements (também conhecida como share of wallet) - É  a proporção de compras da categoria que cabe a uma determinada marca considerando apenas os compradores dessa marca (com exclusão, portanto, daqueles que só compram marcas concorrentes).
5. Compra duplicada - Proporção de consumidores que compram simultaneamente quaisquer duas marcas consideradas.
6. Compradores reincidentes - Proporção de consumidores que repetem a compra de uma dada marca em dois períodos de tempo consecutivos.
7. Novos compradores - Proporção de consumidores de uma marca num dado período que não a compraram no período anterior. Não se trata, pois, de novos compradores num sentido absoluto.
8. Compradores desaparecidos - Proporção de consumidores que, tendo comprado uma marca no período anterior, não o fizeram no seguinte. A palavra “desaparecidos” pretende ressaltar que esses clientes podem não ser perdidos, simplesmente não compraram por qualquer razão a marca em dado altura.

## Fórmula Parfitt-Collins
A fórmula Parfitt-Collins permite decompor as variações da quota de mercado de uma marca, explicando-as pelo comportamento de quatro variáveis fundamentais: taxa de penetração, taxa de exclusividade, taxa de intensidade e preço relativo.
A taxa de penetração foi definida na secção anterior. A taxa de exclusividade é igual à share of requirements, também definida nessa secção. A taxa de intensidade compara a quantidade média adquirida pelos clientes da marca com a adquirida pela generalidade dos clientes da categoria. Finalmente, o preço relativo compara o preço de venda da marca com o preço médio do mercado.
A fórmula de Parfitt-Collins é a seguinte:
Quota de Mercado = Taxa de Penetração x Taxa de Exclusividade x Taxa de Intensidade x Preço Relativo

## Equação das Compras
A Equação das Compras propõe uma forma alternativa de decompor os elementos determinantes dos resultados de vendas de uma marca. Exprime-se pela seguinte fórmula:
Vendas da Marca X = Nº Lares  x  Taxa Absoluta de Penetração  x  Frequência Média de Compra  x  Nº Médio de Embalagens por Ocasião de Compra  x  Nº Médio de Unidades por Embalagem x Preço Unitário
A taxa relativa de penetração é aqui substituída pela taxa absoluta de penetração (ou seja, calculada em relação à totalidade dos consumidores e não apenas àqueles que compram a categoria). Em comparação com a fórmula de Parfitt-Collins a da Equação de Compras ignora a taxa de exclusividade e a taxa de intensividade; em contrapartida, considera explicitamente a frequência média de compra, o número médio de embalagens adquiridas por ocasião de compra e o número médio de unidades por embalagem.

## Importância relativa das variáveis de comportamento
A observação sistemática do comportamento de compra repetida revela que duas das variáveis consideradas na Equação das Compras (o número médio de embalagens adquiridas por ocasião de compra e o número médio de unidades por embalagem) não variam significativamente de marca para marca.
Por consequência, os fatores decisivos para a determinação da quota de mercado de uma marca são a taxa de penetração e a frequência de compra, sendo que, na prática, a primeira exibe variações muito mais amplas do que a segunda.

## Modelo DBN-Dirichlet
Analisando dados provenientes de painéis de consumidores, Andrew Ehrenberg descobriu que o comportamento de compra repetida pode ser descrito e predito com grande rigor através de funções de distribuição estatística.
A Distribuição binomial negativa (DBN) foi primeiro usada para predizer a repetição de compra de uma marca individual a partir da taxa de penetração, da frequência de compra e da extensão do período de tempo considerado. O Modelo Dirichlet (baseado na Distribuição de Dirichlet ou Distribuição Beta Multivariada) foi em seguida introduzido para analisar a compra repetida multimarca.
Estes modelos estatísticos definem padrões de comportamento com os quais as marcas podem confrontar-se para saberem, por exemplo, se as suas taxas de repetição de compra estão acima ou abaixo do que seria de esperar.

## Leis da Compra Repetida
O estudo sistemático da informação gerada por painéis de consumidores permitiu identificar em variadíssimas situações um certo número de regularidades de grande importância para a gestão de marketing, independentemente da categoria de produto considerada. Eis algumas das mais importantes:
1. A compra exclusiva de uma única marca é um fenômeno excepcional, tanto mais raro quanto mais intensivo for o cliente.
2. Os clientes usualmente selecionam um repertório de marcas e depois compram alternativamente uma ou outra de forma aleatória com certo grau de probabilidade.
3. A proporção em que os clientes se repartem em intensivos, médios e ligeiros não varia significativamente de uma marca para outra.
4. Os clientes das diversas marcas não se distinguem significativamente pelas suas características geo-demográficas.
5. As marcas com mais altas taxas de penetração registram também níveis mais elevados de frequência de compra, fenómeno conhecido como Double Jeopardy.